# Girolamo Gastaldi
Girolamo Gastaldi (ur. w 1616 w Taggii, zm. 8 kwietnia 1685 w Rzymie) – włoski kardynał.

## Życiorys
Urodził się w 1616 roku w Taggii. W młodości został referendarzem Trybunału Obojga Sygnatur i klerykiem, a następnie skarbnikiem generalnym Kamery Apostolskiej. 12 czerwca 1673 roku został kreowany kardynałem prezbiterem i otrzymał kościół tytularny Santa Pudenziana. W latach 1678–1681 był legatem w Bolonii. 19 lutego 1680 roku został wybrany arcybiskupem Benewentu, a 12 maja przyjął sakrę. Zmarł 8 kwietnia 1685 roku w Rzymie.